# Acronicta favillacea
Acronicta favillacea là một loài bướm đêm trong họ Noctuidae.